# 奥伯海恩
奥伯海恩（德語：Oberhain，發音：[ˈoːbɐhaɪn]）是德国图林根州萨尔费尔德-鲁多尔施塔特县曾经的一个市镇，面积14.08平方千米，2018年12月31日人口为652人。2019年1月1日，奥伯海恩与市镇德勒比绍并入市镇柯尼希塞。